# Coquillettidia nigrosignata
Coquillettidia nigrosignata är en tvåvingeart som först beskrevs av Edwards 1917.  Coquillettidia nigrosignata ingår i släktet Coquillettidia och familjen stickmyggor. Inga underarter finns listade i Catalogue of Life.